# Wahlbitte
Eine Wahlbitte oder Postulation ist eine besondere Möglichkeit im katholischen Wahlrecht, bei der ein Wahlgremium ihre zuständige Autorität oder den Papst bittet, den gewählten Kandidaten für ein kirchliches Amt von seinem kirchenrechtlichen Hindernis zu dispensieren. Die Wahlberechtigten bitten dabei um Verleihung des Amtes unter der Befreiung des entgegenstehenden Mangels.
Ein solcher Mangel liegt zum Beispiel bei der Wahl eines Abtes vor, wenn ein von den stimmberechtigten Konventualen gewünschter Kandidat einer anderen Ordensniederlassung angehört oder in einer anderen Kongregation inkardiniert ist; in seltenen Fällen auch anderen Ordensgemeinschaften angehört.
Das kirchliche Gesetzbuch von 1983 regelt die Wahlbitte in den Canones 180 bis 183 und sieht für die Rechtskraft einer Wahlbitte wenigsten zwei Drittel der Stimmen vor. Entspricht die zuständige Autorität der Wahlbitte nicht, hat das Wahlgremium eine neue Wahl oder Postulation vorzunehmen.

## Fallbeispiele postulierter Äbte
- Konrad Schmid (1510–1558), Abt von Stift Neukloster
- Alexander a Lacu (1550–1613), Abt von Stift Kremsmünster
- Anton Wolfradt (1582–1639), Abt von Stift Kremsmünster und Fürstbischof der Diözese Wien
- Ildefons Schober (1849–1918), Erzabt der Erzabtei Beuron
- Christian Feurstein (1958–2017), Abt von Stift Rein
- Thomas Maria Freihart (* 1960), Abt des Klosters Weltenburg
- Winfried Schwab (* 1964), Abt der Abtei Neuburg